# 所以我放棄了音樂
《所以我放棄了音樂》是Yorushika的首張完整专辑。于2019年4月10日由U&R Records發行。英文翻譯標題為《月光》  。

## 概述
此概念專輯由作曲家n-buna所描繪的故事為軸心，設定上為一位名為「艾米」的年輕人在決定放棄音樂後，到瑞典旅行時為「艾爾瑪」創作的音樂。專輯共收錄了14首歌曲。亦被評指「n-buna所描繪的故事與音樂，以及suis清澈的歌聲與表現力相結合，打造出的全新作品，呈現了Yorushika的全新風貌」。 
此外，初回生產限量版的“『給艾爾瑪的信』木箱再現特別版”中附帶一個有蓋木箱，其中收錄了艾米寫給艾爾瑪的信、歌詞、以及他遊歷過的城市的照片等。這個木箱再現了「藍二乗」 （页面存档备份，存于）MV中出現的木箱，使聽眾可以與音樂一起體驗艾米放棄音樂的故事。

## 排行榜績
專輯於2019年4月22日的Oricon 周榜上最高排名第5。 